# Атис (женский баскетбольный клуб)
«Ати́с» (арм. Հատիս) — армянский женский баскетбольный клуб из Еревана.

## История
В апреле появилась информация о том, что клуб может принять участие в чемпионате России. Представители клуба объяснили, что с российской стороны было сделано предложение в устной форме. В настоящее время идут переговоры и окончательное решение будет месяц спустя.
По программе чемпионата России в нём должны принять участие 8 клубов, из них 5 — российских и по одному из Армении, Украины и Литвы.